# Jaecoo J7
Der Jaecoo J7 ist ein Sport Utility Vehicle des chinesischen Automobilherstellers Chery Automobile. Während er auf dem chinesischen Heimatmarkt unter der Marke Chery als Chery Tansuo 06 vermarktet wird, erfolgt der Export unter der in China nicht angebotenen Marke Jaecoo als Jaecoo J7. Dieser Markenname soll vom deutschsprachigen Begriff des Jägers abgeleitet sein.

## Geschichte
Erstmals vorgestellt wurde das Fahrzeug im April 2023 auf der Shanghai Auto Show noch unter dem Code TJ-1. Im Juni 2023 wurde bekannt, dass es in China als Chery Tansuo 06 vermarktet werde. Seit August 2023 ist die Baureihe dort erhältlich. Der russische Markt folgte im September 2023. Auf weiteren Märkten in Europa und Südamerika soll die Markteinführung 2024 erfolgen. Für Malaysia wird der Jaecoo J7 seit Juni 2024 als CKD-Bausatz in Shah Alam zusammengebaut.
Optisch auffälliger gestaltet ist das Sondermodell Mijing, das im April 2024 in China auf den Markt kam.

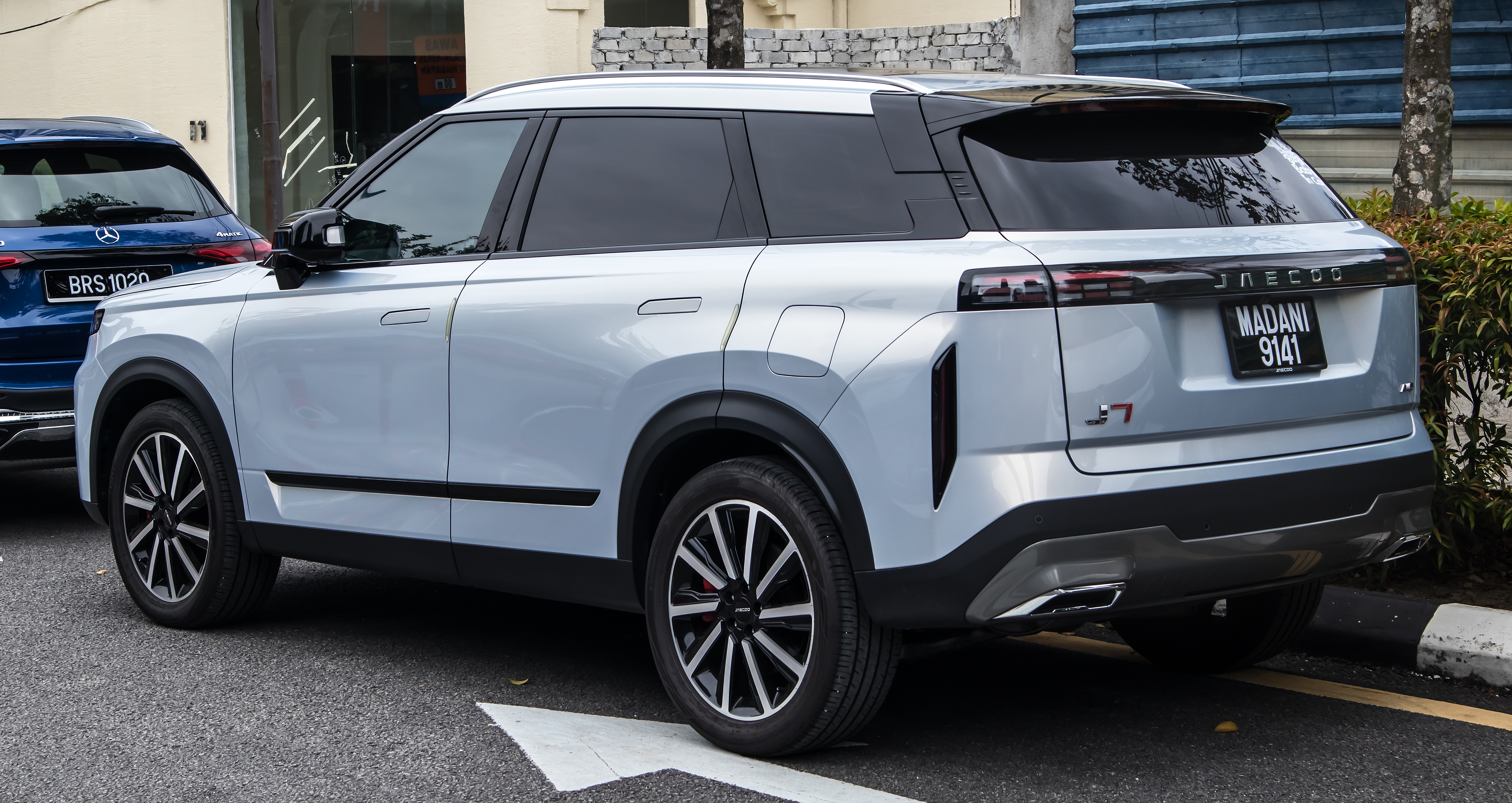
Heckansicht
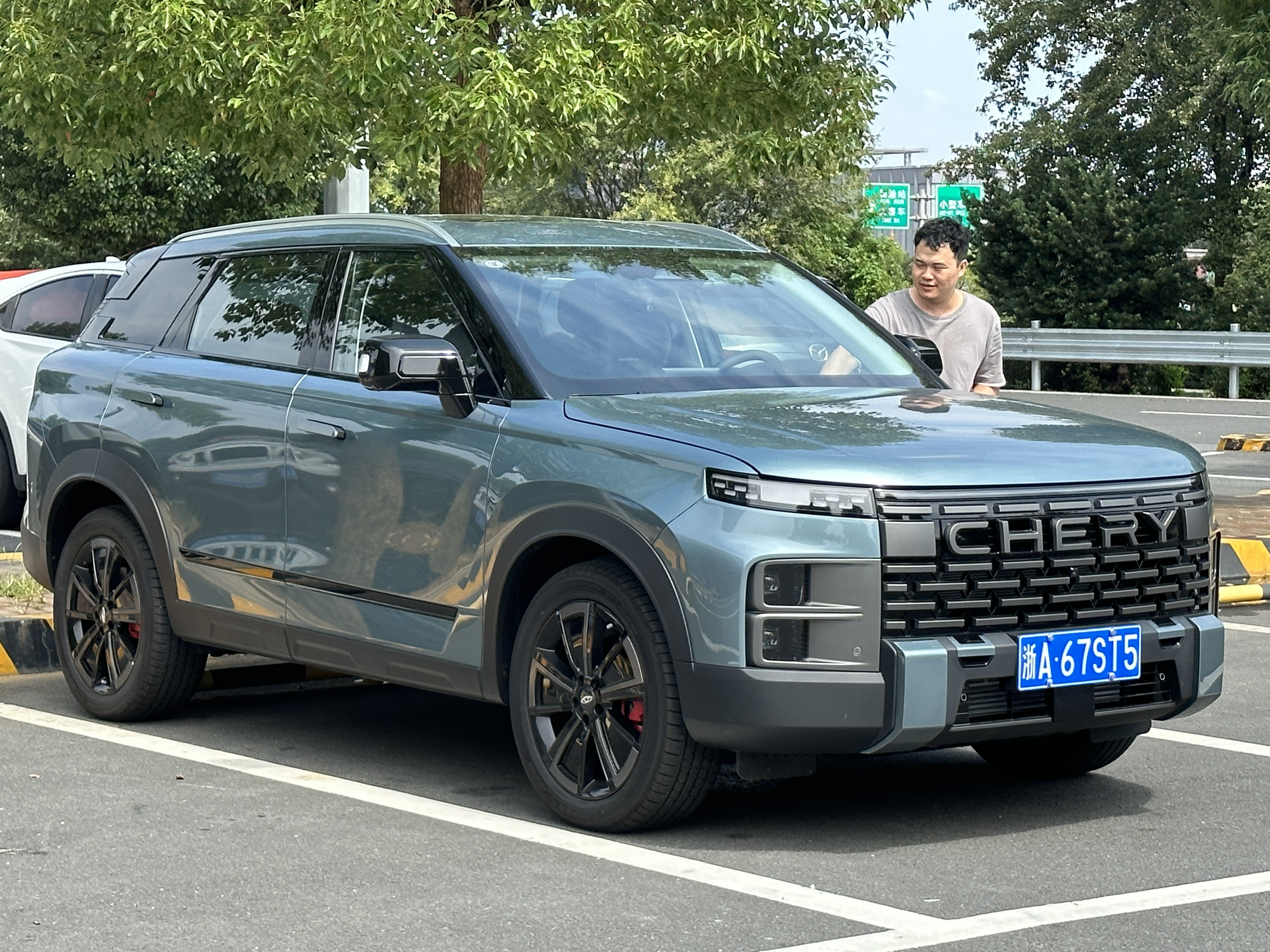
Chery Tansuo 06 (seit 2023)
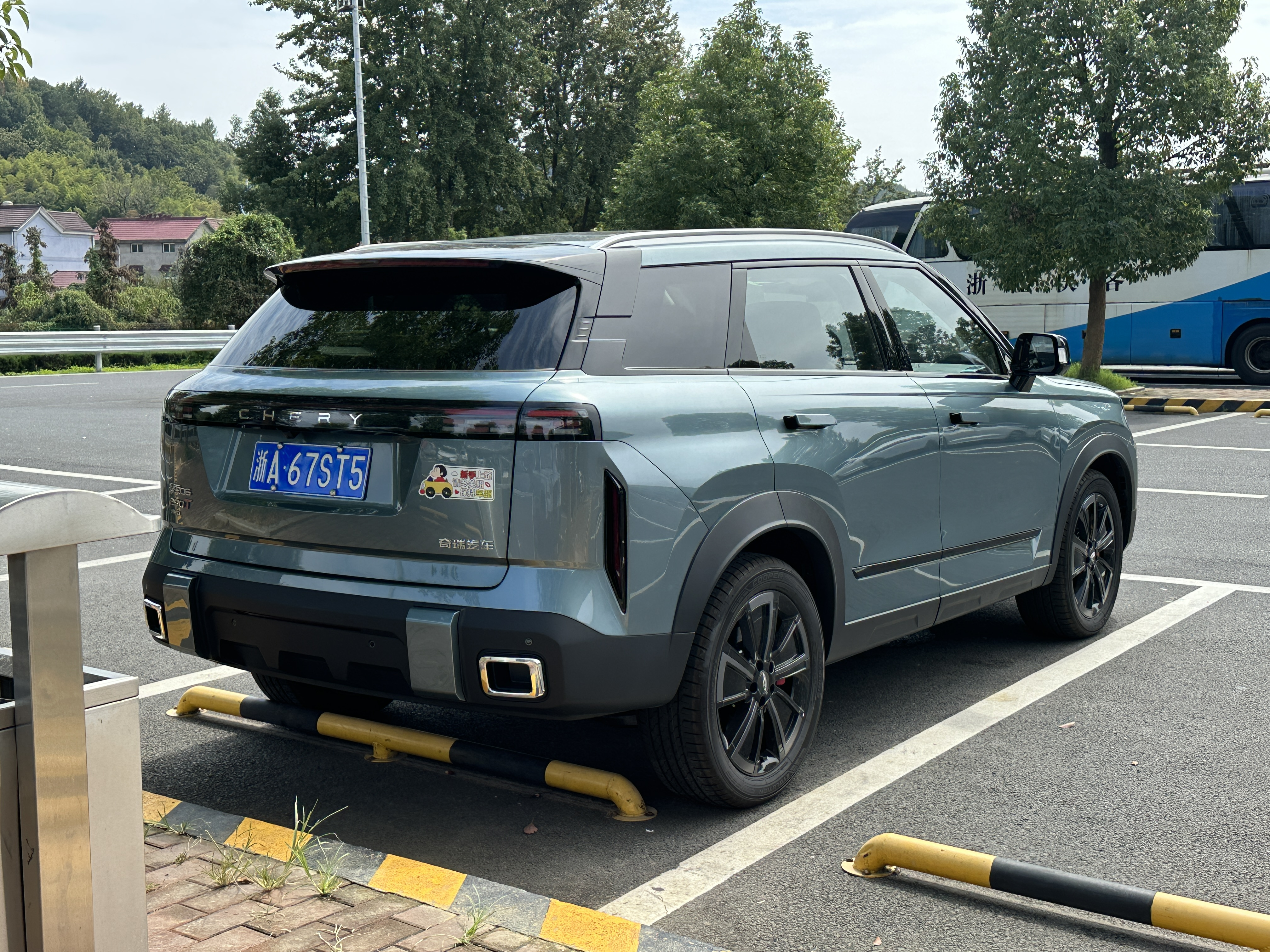
Heckansicht
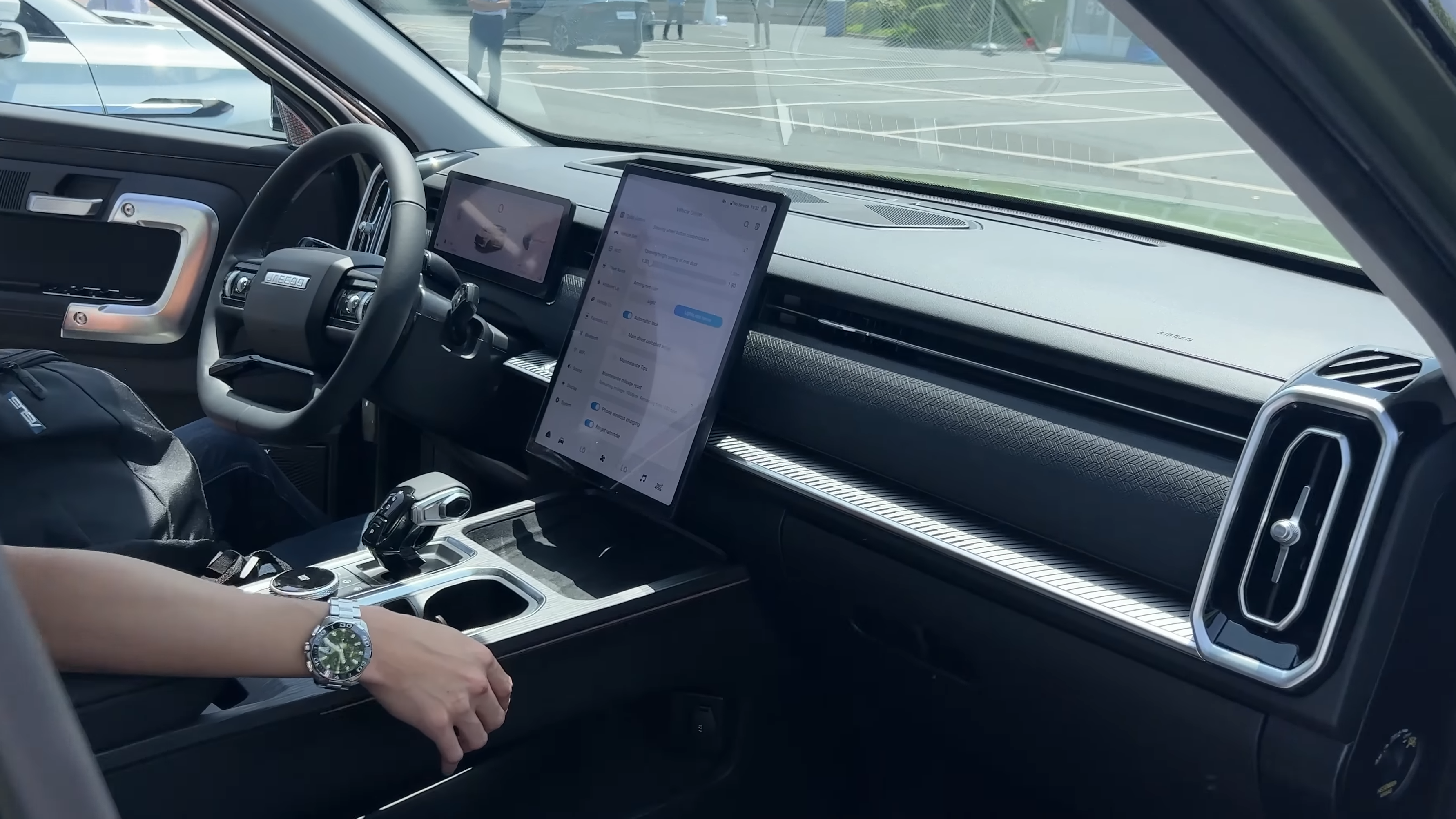
Innenansicht
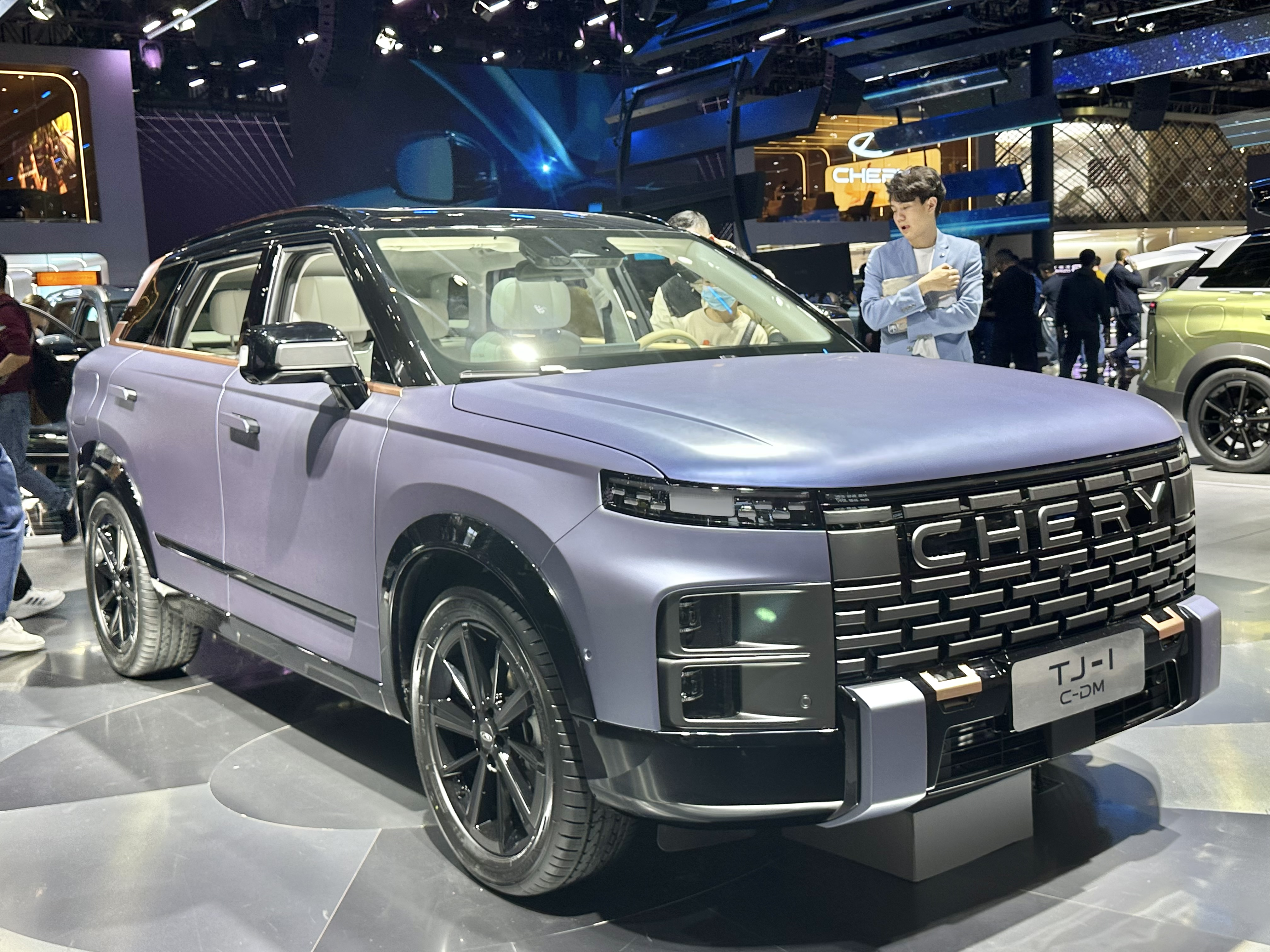
Chery TJ-1 auf der Shanghai Auto Show 2023
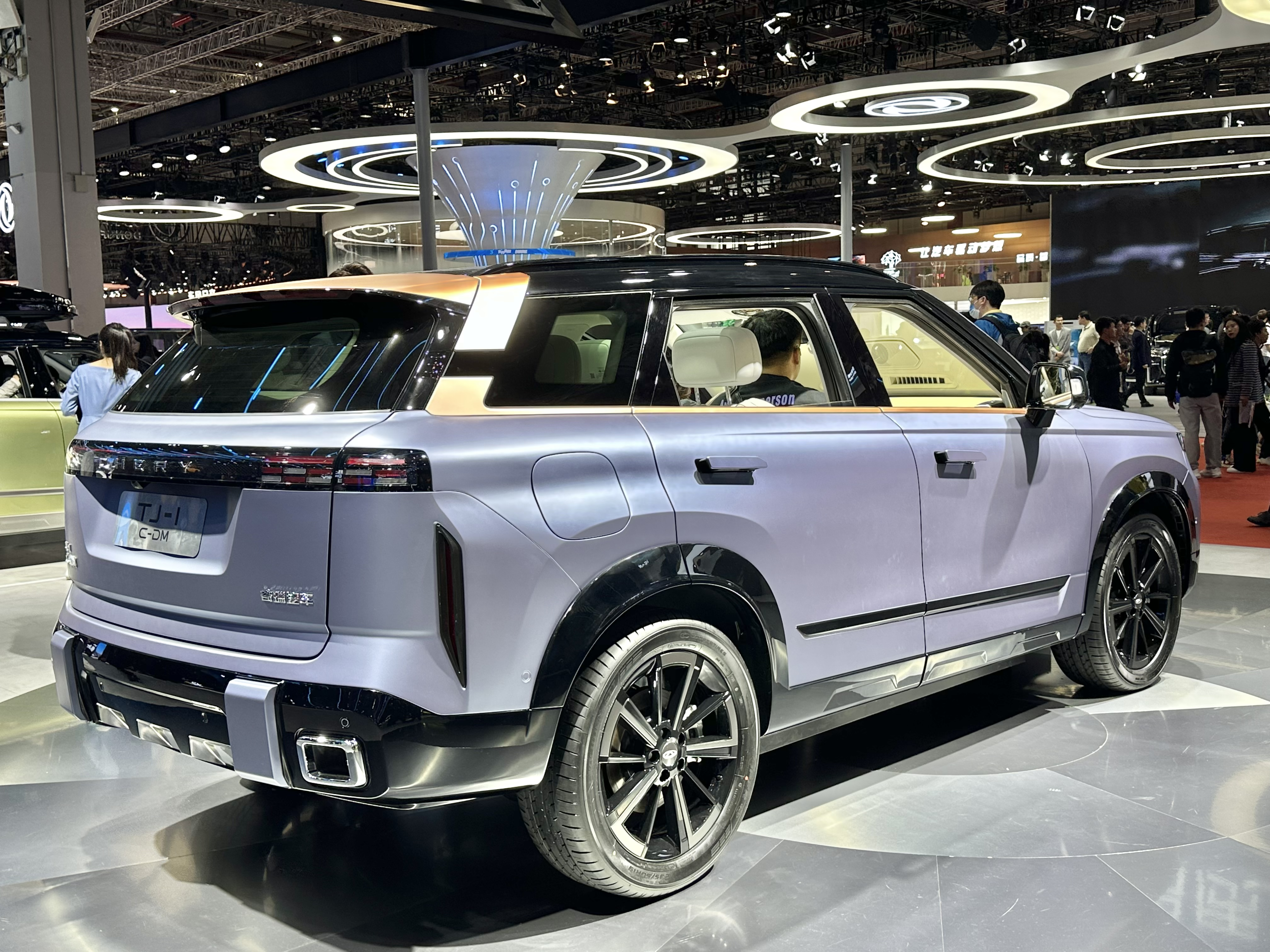
Heckansicht

## Sicherheit
Im April 2025 wurde der Jaecoo J7 in der Plug-in-Hybrid-Ausführung vom Euro NCAP auf die Fahrzeugsicherheit getestet. Er erhielt fünf von fünf möglichen Sternen.

## Technische Daten
Angetrieben wird das Fahrzeug zunächst von einem aufgeladenen 1,6-Liter-Ottomotor. Für den Chery Tansuo 06 wird die maximale Leistung mit 145 kW (197 PS) und für den Jaecoo J7 mit 137 kW (186 PS) angegeben. Beide Ausführungen haben serienmäßig Vorderradantrieb, gegen Aufpreis ist Allradantrieb erhältlich. Eine Plug-in-Hybrid-Version mit einer Systemleistung von 265 kW (360 PS) folgte im April 2024 auf der Beijing Auto Show, wobei es diese Version auch als Chery Fengyung T6 gibt. Eine 110 kW (150 PS) starke Version des 1,6-Liter-Benziners folgte in Russland im September 2024.
|                                             | Jaecoo J7 1.6T 2WD               | Jaecoo J7 1.6T 4WD               | Jaecoo J7 1.6T 2WD               | Jaecoo J7 1.6T 4WD               | Chery Tansuo 06 1.6T 2WD         | Chery Tansuo 06 1.6T 4WD                                        | Chery Tansuo 06 C-DM        | Chery Fengyun T6            |
| ------------------------------------------- | -------------------------------- | -------------------------------- | -------------------------------- | -------------------------------- | -------------------------------- | --------------------------------------------------------------- | --------------------------- | --------------------------- |
| Markt                                       | Russland                         | Russland                         | Russland                         | Russland                         | China                            | China                                                           | China                       | China                       |
| Bauzeitraum                                 | seit 09/2024                     | seit 09/2024                     | seit 09/2023                     | seit 09/2023                     | seit 08/2023                     | seit 08/2023                                                    | seit 04/2024                | seit 06/2024                |
| Motorkenndaten                              |                                  |                                  |                                  |                                  |                                  |                                                                 |                             |                             |
| Motorart                                    | Ottomotor                        | Ottomotor                        | Ottomotor                        | Ottomotor                        | Ottomotor                        | Ottomotor                                                       | Ottomotor + Elektromotor    | Ottomotor + Elektromotor    |
| Motorbauart                                 | R4                               | R4                               | R4                               | R4                               | R4                               | R4                                                              | R4                          | R4                          |
| Hubraum                                     | 1598 cm³                         | 1598 cm³                         | 1598 cm³                         | 1598 cm³                         | 1598 cm³                         | 1598 cm³                                                        | 1499 cm³                    | 1499 cm³                    |
| max. Leistung Verbrennungsmotor bei min−1   | 110 kW (150 PS) / 5500           | 110 kW (150 PS) / 5500           | 137 kW (186 PS) / 5500           | 137 kW (186 PS) / 5500           | 145 kW (197 PS) / 5500           | 145 kW (197 PS) / 5500                                          | 115 kW (156 PS)             | 115 kW (156 PS)             |
| max. Leistung Elektromotor                  | —                                | —                                | —                                | —                                | —                                | —                                                               | 150 kW (204 PS)             | 150 kW (204 PS)             |
| max. Systemleistung                         | —                                | —                                | —                                | —                                | —                                | —                                                               | 265 kW (360 PS)             | 265 kW (360 PS)             |
| max. Drehmoment Verbrennungsmotor bei min−1 | 275 Nm / 2000–3500               | 275 Nm / 2000–3500               | 275 Nm / 2000–4000               | 275 Nm / 2000–4000               | 290 Nm / 2000–4000               | 290 Nm / 2000–4000                                              | 220 Nm                      | 220 Nm                      |
| max. Drehmoment Elektromotoren              | —                                | —                                | —                                | —                                | —                                | —                                                               | 310 Nm                      | 310 Nm                      |
| max. Systemdrehmoment                       | —                                | —                                | —                                | —                                | —                                | —                                                               | 430 Nm                      | 430 Nm                      |
| Kraftübertragung                            |                                  |                                  |                                  |                                  |                                  |                                                                 |                             |                             |
| Antrieb                                     | Vorderradantrieb                 | Allradantrieb                    | Vorderradantrieb                 | Allradantrieb                    | Vorderradantrieb                 | Allradantrieb                                                   | Vorderradantrieb            | Vorderradantrieb            |
| Getriebe                                    | 7-Stufen-Doppelkupplungsgetriebe | 7-Stufen-Doppelkupplungsgetriebe | 7-Stufen-Doppelkupplungsgetriebe | 7-Stufen-Doppelkupplungsgetriebe | 7-Stufen-Doppelkupplungsgetriebe | 7-Stufen-Doppelkupplungsgetriebe                                | 3-Stufen-Hybridgetriebe     | 3-Stufen-Hybridgetriebe     |
| Messwerte                                   |                                  |                                  |                                  |                                  |                                  |                                                                 |                             |                             |
| Höchstgeschwindigkeit                       | 180 km/h                         | 180 km/h                         | 180 km/h                         | 180 km/h                         | 190 km/h                         | 201 km/h                                                        | 180 km/h                    | 180 km/h                    |
| Beschleunigung, 0–100 km/h                  | 9,7 s                            | 10,0 s                           | 9,4 s                            | 8,9 s                            | k. A.                            | k. A.                                                           | k. A.                       | k. A.                       |
| Länge × Breite × Höhe                       | 4500 mm × 1865 mm × 1680 mm      | 4500 mm × 1865 mm × 1680 mm      | 4500 mm × 1865 mm × 1680 mm      | 4500 mm × 1865 mm × 1680 mm      | 4538 mm × 1898 mm × 1680 mm      | 4538 mm × 1898 mm × 1680 mm Mijing: 4552 mm × 1905 mm × 1789 mm | 4501 mm × 1865 mm × 1670 mm | 4540 mm × 1865 mm × 1670 mm |
| Leergewicht                                 | 1619 kg                          | 1709 kg                          | 1619 kg                          | 1709 kg                          | 1484 kg                          | 1620 kg                                                         | 1775 kg                     | 1775 kg                     |
| Kraftstoffverbrauch auf 100 km, kombiniert  | 7,1 l Super                      | 7,8 l Super                      | 7,5 l Super                      | 8,1 l Super                      | 7,0 l Super                      | 7,5 l Super                                                     | 1,3 l Super                 | 1,3 l Super                 |
| Batteriekapazität                           | —                                | —                                | —                                | —                                | —                                | —                                                               | 18,3 kWh                    | 18,3 kWh                    |
| elektrische Reichweite nach WLTP            | —                                | —                                | —                                | —                                | —                                | —                                                               | 93 km                       | 93 km                       |